# Staat Damaskus

Flagge des Staates Damaskus

Der Staat Damaskus (französisch État de Damas, arabisch دولة دمشق Daulat Dimaschq) war einer der fünf Staaten, die durch den französischen General Henri Gouraud im Rahmen des Völkerbundmandats für Syrien errichtet wurden.

Karte der fünf Staaten im Völkerbundmandat für Syrien und Libanon

## Geschichte
Nach der Konferenz von Sanremo und der Zerschlagung König Faisals Monarchie über Syrien wurde der Staat von Damaskus am 3. September 1920 durch General Gouraud ausgerufen. Der Staat Damaskus umfasste Damaskus als seine Hauptstadt und die umliegende Region sowie das Tal des Nahr al-Asi mit den Städten Homs und Hama. Der erste Präsident des neuen Staates war Hakki Bey al-Azm. 
Der Staat Damaskus verlor vier Qadas (Subdistrikte), die während der Osmanischen Herrschaft Teil des Vilâyet Syrien waren. Das Territorium entspricht in etwa dem der Bekaa-Ebene sowie des Südlibanon. Zusammen mit dem überwiegend christlichen Libanonberg entstand aus ihm der neue Staat Großlibanon. Damaskus und die überwiegend muslimische Bevölkerung der Region protestierten während der gesamten Mandatsperiode gegen die Abspaltung der Qadas und auch die spätere Syrische Republik verlangte die Gebiete wiederholt zurück.
Am 22. Juni 1922 schließlich kündigte General Gouraud die Gründung der Syrischen Föderation (la Fédération Syrienne) an. Diese umfasste zunächst den Staat Damaskus, Aleppo sowie den Alawitenstaat. 1924 wurde der Alawitenstaat wieder abgespalten, und aus der Syrischen Föderation wurde am 1. Dezember 1924 der neue Staat Syrien.